# Gioacchino Pellitteri
Gioacchino Pellitteri (Milena, 9 maggio 1952) è un politico italiano, Senatore della Repubblica Italiana nella XII legislatura.

## Biografia
È  laureato in pedagogia, ha cinque figli, è sposato con una psicologa, è stato dirigente scolastico presso il Liceo classico e delle scienze umane di Gela fino al 2019. È stato consigliere comunale a Milena e a Gela. Dal 2010 al 2015 è stato consigliere comunale a Gela, nel 2015 ha concorso con pessimo successo alla carica di sindaco di Gela, appoggiato dalla lista Forza Italia, raccogliendo poco più di duemila preferenze. 
Nel 2008 ha pubblicato, per Gamp Edizioni di Gela, Il Vangelo secondo San Remo con la benevola compiacenza di San Gennaro, presentato dal vescovo di Piazza Armerina, Michele Pennisi.
È eletto al Senato della Repubblica con Forza Italia in occasione delle Elezioni politiche del 1994.
In Senato si è interessato a temi legati a libertà di esercizio della professione forense, salute e ambiente nel sito industriale di Gela. Si è inoltre speso per la sopravvivenza del centro di accoglienza Casa Famiglia Rosetta di Caltanissetta.